# Platenstraße (Frankfurt am Main)

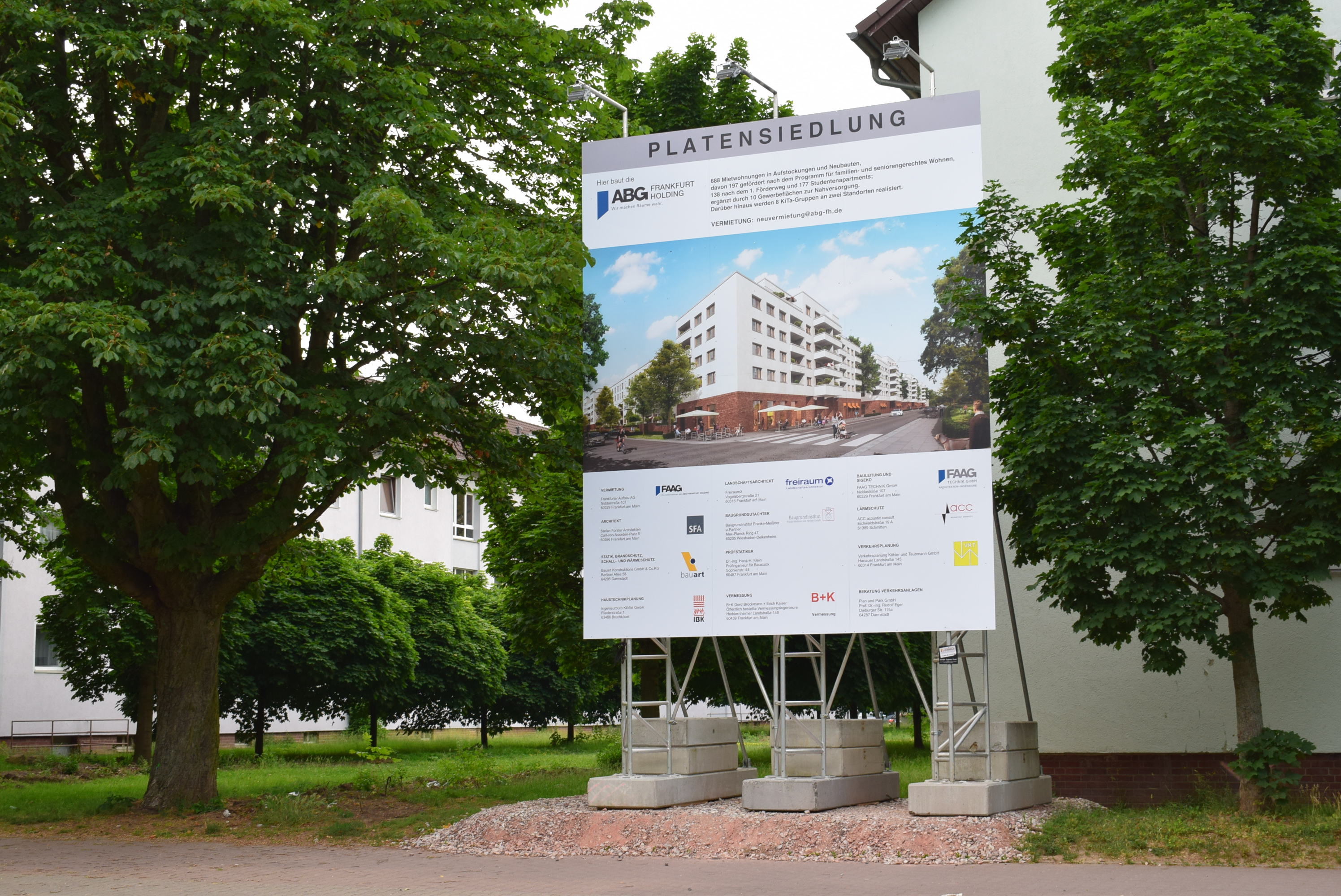
Bauprojekt in der Platenstraße Ginnheim, Frankfurt (ehemalige US Housing Area)

Die Platenstraße ist eine Straße in Frankfurt am Main. Sie beginnt im Westend und verläuft dann in nordwestlicher Richtung durch den Stadtteil Frankfurt-Dornbusch. Ihr längster Abschnitt befindet sich in Ginnheim, wo sie auch endet.

## Lage und Verlauf

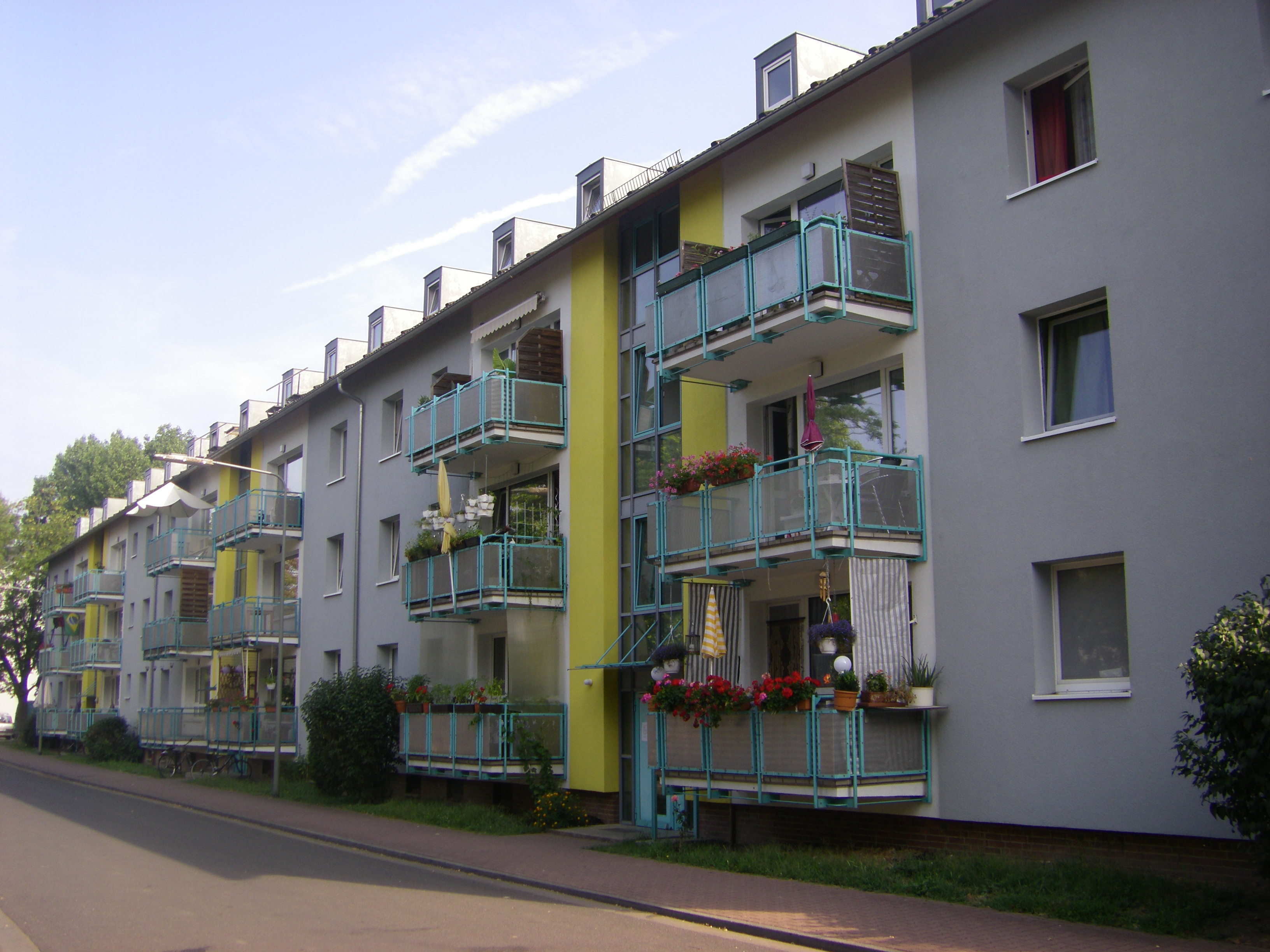
Gebäude der ehemaligen Housing Area (Platenstraße 54, 56, 58)

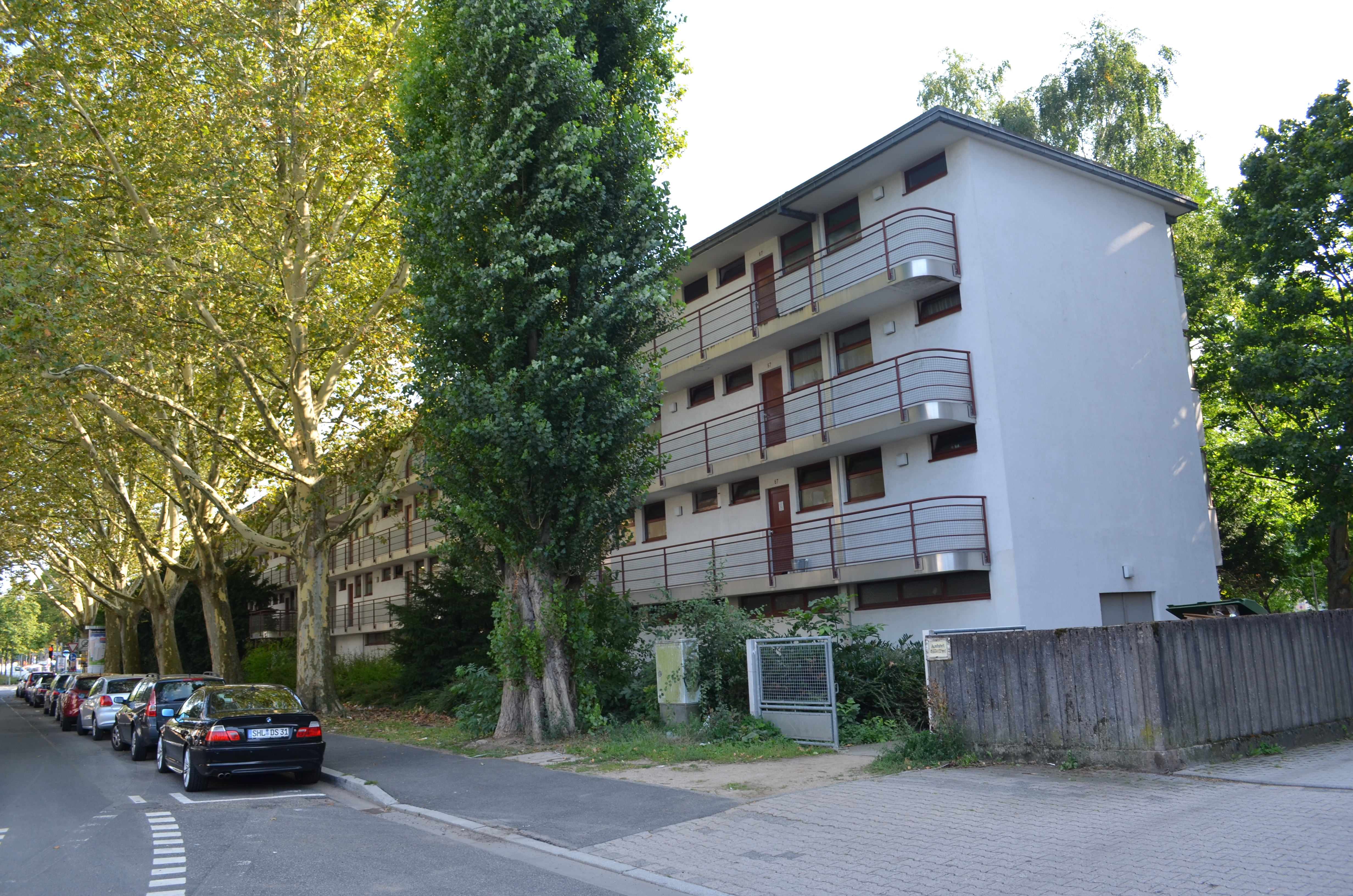
Denkmalgeschütztes Laubenganghaus, Platenstraße 31–69

Die Straße ist benannt nach dem deutschen Dichter August von Platen-Hallermünde (1796–1835). Sie entstand nach dem Zweiten Weltkrieg und wurde Namensgeber und Mittelpunkt der Platensiedlung, die den Westteil der Platenstraße umgibt. Die Platenstraße zweigt in Höhe der Straße Am Grünhof von der Hansaallee ab und verläuft weitgehend in nordwestliche Richtung. Eines der ältesten Häuser ist das 1930/31 von Bernhard Hermkes für den Frauenwohnverein erbaute Laubenganghaus. Es liegt am Rand der Siedlung Raimundstraße und diente ursprünglich als Ledigenheim für erwerbstätige unverheiratete Frauen.
Die frühere Dr.-Robert-Koch-Siedlung (nach dem gleichnamigen Mediziner und Mikrobiologen Robert Koch, 1843–1910) ist mit 777 Wohnungen die größte der ehemaligen Wohnsiedlungen der Streitkräfte der Vereinigten Staaten in Frankfurt. Nach dem Auszug der Amerikaner 1994 gingen die 80 bis 115 Quadratmeter großen Wohnungen in den Stadtteilen Dornbusch und Ginnheim auf den Bund über und wurden von diesem an die Stadt Frankfurt verkauft. Sie werden seitdem größtenteils von der städtischen Wohnungsbaugesellschaft ABG Frankfurt Holding bewirtschaftet.
Auf der westlichen Straßenseite im Stadtteil Dornbusch (Platenstraße 75) liegt die Astrid-Lindgren-Schule, mit etwa 300 Schülern eine der größten Grundschulen Frankfurts. Sie entstand Anfang der 1990er Jahre als Außenstelle der Diesterwegschule und wurde am 1. Februar 1998 nach der schwedischen Schriftstellerin Astrid Lindgren benannt. Auf dem gleichen Schulcampus befindet sich die Margarete-Steiff-Schule, eine Integrative Grundschule in Trägerschaft des Evangelischen Regionalverbandes Frankfurt und Offenbach und der Französisch-reformierten Gemeinde Frankfurt.
Die zur Platenstraße gehörenden Häuser enden bereits im Bereich der Immermannstraße, hinter deren Kreuzung sich auf der Nordseite die Nummern 60, 62 und 64 befinden. Die Häuser beiderseits der Platenstraße hinter der Kreuzung mit der Sudermannstraße im Norden und der Franz-Werfel-Straße im Süden gehören allesamt zu diesen beiden Straßen bzw. im Süden auch zur Franz-Kafka-Straße.
Nördlich des Abzweigs der Stefan-Zweig-Straße ist die Platenstraße seit 1980 mit der Rosa-Luxemburg-Straße überbaut, die in diesem Bereich als vierspurige Hochstraße verläuft. Die Platenstraße endet an der Ginnheimer Landstraße.

## Besuch von Elvis Presley
Ende der 1950er-Jahre wohnte unter der damaligen Nummer 2238A der an Kinderlähmung erkrankte Robert Stephen Marquette, der 1958 im Alter von sechs Jahren March-of-Dimes-Posterkind war. Im Rahmen einer Wohltätigkeitskampagne wurden Ende 1958 mehrere Fotos des kleinen Robert zusammen mit dem zu jener Zeit in Deutschland stationierten Soldaten Elvis Presley geschossen. Zu einem zweiten Fotoshooting kam es Anfang Januar 1959, als Elvis Presley zusammen mit der Schauspielerin Vera Tschechowa die Familie Marquette in deren Wohnung in der Platenstraße 2238A besuchte.

## Verkehrsanbindung
Im südlichen Abschnitt der Platenstraße zwischen Hansaallee und Am Dornbusch verlief bis 1978 eine Linie der Straßenbahn Frankfurt am Main. Sie wurde am 24. September 1963 als Umgehungsstrecke für die parallel verlaufende Eschersheimer Landstraße während der Bauzeit der U-Bahn-Strecke A eröffnet. Nach der Inbetriebnahme der U-Bahn 1968 diente sie der Straßenbahnlinie 13 (Hauptbahnhof–Berkersheim) bis zu ihrer Stilllegung am 25. Februar 1978.
Heute durchquert die Buslinie 64 die Platenstraße und hält an der gleichnamigen Haltestelle, die sich nahe der Kreuzung zu den Querstraßen Am Dornbusch, Wilhelm-Epstein-Straße und Ernst-Schwendler-Straße befindet.
Die Bürgerinitiative Rettet die U5 unterbreitete der Stadt Frankfurt einen Vorschlag unter der Bezeichnung Ginnheimer Kurve. Dieser strebt eine U-Bahn-Verbindung zwischen den Endhaltestellen der Linien U1 (Ginnheim) und U4 (Bockenheimer Warte) an. Eine der vorgesehenen drei Haltestellen dieses Abschnitts soll gemäß dem den städtischen Behörden unterbreiteten Vorschlag ebenfalls den Namen Platenstraße erhalten.

## Belege
1. ↑  Andreas Roth: The Ultimate ELVIS IN MUNICH Book (Selbstverlag, München 2004), S. 19 / ISBN 3-00-014671-7
2. ↑  Die Platensiedlung ist besser als ihr Ruf (FAZ-Artikel vom 14. April 2005)
3. ↑  Grüner Plan für Ginnheim (FNP-Artikel vom 10. Februar 2012)
4. ↑  Vorlage OI 91 des Ortsbeirats 9 vom 2. Juli 1998
5. ↑  Andreas Roth: The Ultimate ELVIS IN MUNICH Book (Selbstverlag, München 2004), S. 6ff
6. ↑  Ginnheimer Kurve: Projekte / Station Platenstraße (abgerufen am 24. Juli 2014)

Koordinaten: 50° 8′ 21″ N, 8° 39′ 31,8″ O